# FT型柴油机车
FT型柴油机车是美国通用汽车电气动力分部（GM-EMD）于1939年推出的一款干线货运柴油机车，这款柴油机车不仅在美国铁路牵引动力内燃化之中占有重要地位 ，也是最具代表性的美国第一代柴油机车车型。
FT型柴油机车是通用汽车电气动力分部推出的第一款干线货运柴油机车。在此之前，电气动力公司已经推出了一系列干线客运柴油机车（例如EA/EB型、E2型、E3型等），但当时大部分柴油机车只是用于功率需求较低的调车作业。至1930年代末，随着柴油机车的单机功率和功率重量比的提高，使其与蒸汽机车的竞争领域扩展到调车作业以外。当革命性的FT型柴油机车于1939年面世后，对美国本土的蒸汽机车造成了致命的打击，同时亦标志着美国铁路干线牵引动力内燃化的开始。
虽然当时柴油机车的购买价格比蒸汽机车昂贵得多，但由于柴油机车的维修费用低、运用寿命长、燃料经济性好，还可以在不增加乘务人员的情况下重联运行，这些经济因素使柴油机车获得铁路公司的青睐，最终迫使蒸汽机车被柴油机车取代。1939年至1945年间，通用汽车电气动力分部售出了超过1000台FT型柴油机车，共有超过20多家美国的铁路公司订购了该型柴油机车，主要用户包括聖塔菲鐵路、大北方铁路、伯靈頓鐵路、南方鐵路、密尔沃基铁路、大西洋海岸铁路、波士顿与缅因铁路等。
FT型柴油机车是多节重联的干线货运柴油机车，可根据车体形式分为设有司机室的A节机车和无司机室的B节机车，标准的编组形式是由四节机车（A-B-B-A）组成的5400马力机车组，亦有部分铁路公司购置了由三节机车（A-B-A）组成的4050马力机车组。每节机车装用一台16气缸、1350马力的16-567型二冲程柴油机，气缸直径为8.5英寸（216毫米），活塞行程为10英寸（254毫米），额定转速为每分钟800转，平均有效压力为每平方英寸80磅（每平方厘米5.6公斤）。传动系统采用直—直流电传动装置，柴油机直接驱动一台D4型直流牵引发电机，发出的直流电供给四台D7型直流牵引电动机。每节机车均装有电阻制动装置。FT型柴油机车和所有E系列、F系列柴油机车一样，采用流线型外观的整体承载结构棚式车体，这种车头外形俗称为“斗牛犬”（bulldog nose）。机车轴式为Bo-Bo，走行部为两台布贝格B型二轴转向架。